# Az utolsó bohém
Az utolsó bohém è un film muto del 1913 diretto da Mihály Kertész.  Il film è considerato il primo film girato da quello che, poi, a Hollywood, sarebbe diventato il famoso Michael Curtiz

## Produzione
Il film fu prodotto dalla Projectograph.

## Distribuzione
Uscì nelle sale cinematografiche ungheresi nel settembre 1913. In Polonia, il film prese il titolo Ostatni Cygan, mentre internazionalmente è conosciuto con il titolo inglese The Last Bohemian.